# Kyselina isomáselná
Kyselina isomáselná (též izomáselná nebo 2-methylpropionová, systematický název kyselina 2-methylpropanová) je karboxylová kyselina se vzorcem (CH3)2CH-COOH. Volná se vyskytuje v rohovníku (Ceratonia siliqua) a v kořeni prhy (Arnica dulcis), jako ethylester pak v krotonovém oleji.
Kyselina isomáselná je izomerem kyseliny n-máselné; mají stejný sumární vzorec C4H8 O2, ale různou strukturu molekuly.
Jedná se o kapalinu nepříjemného zápachu. Má teplotu varu 155 °C, specifickou hmotnost 0,9697 (při 0 °C) a pKa 4,84 (20 °C).
Kyselinu isomáselnou lze uměle připravovat hydrolýzou isobutyronitrilu zásadami, oxidací isobutanolu dichromanem draselným a kyselinou sírovou nebo působením amalgámu sodíku na kyselinu methakrylovou. Zahřívá-li se v roztoku s kyselinou chromovou na 140 °C, vzniká oxid uhličitý a aceton. Zásaditý manganistan draselný ji oxiduje na kyselinu α-hydroxyisomáselnou, (CH3)2C(OH)-COOH. Soli kyseliny isomáselné mají větší rozpustnost ve vodě než soli kyseliny máselné.